# Врітра
Врітра (санскрит: वृत्र, романіз.: Vṛtrá, досл. «огортач») — данава (вид асур) в індуїзмі. Він служить уособленням посухи та є супротивником володаря девів Індри. Як данава, він належить до раси асурів. Врітра також відомий у Ведах як Ахі (санскрит: अहि ahi, досл. «змія»). Він з'являється у вигляді людиноподібного змія, що блокує течію річок Ріґведи, і його вбиває Індра зі своєю ваджрою.

## Ім'я
Врітра буквально означає «прикриття, перешкода», тобто він стримує воду. Ім'я походить від праіндоіранського *wr̥trás, від праіндоєвропейського кореня *wer- «прикривати, перешкоджати». Індоіранське слово також зустрічається в авестійській мові як vərəθraγna (ведичне vṛtraghná), буквально «(той, хто) знищує перешкоди». Функціонально він пов'язаний з Йормунґандом скандинавського міту, Тифоном грецького міту та Велесом слов'янського міту.

## У літературі

### Веди
Згідно з «Ріґведою», Врітра тримав у полоні води світу, поки його не вбив Індра, який зруйнував усі 99 фортець Врітри (хоча ці фортеці іноді приписують Самбарі), перш ніж звільнити ув’язнені річки. Бій почався незабаром після народження Індри, і він спожив велику кількість соми в будинку Тваштрі, щоб надати йому сили, перш ніж зіткнутися з Врітрою. Тваштрі створив блискавку (Ваджраюдху) для Індри, а Вішну, коли Індра попросив це зробити, звільнив місце для битви, зробивши три великі кроки, якими Вішну став відомим, і пізніше був адаптований у його леґенді про Ваману.
Під час битви Врітра зламав Індрі дві щелепи, але потім був скинутий Індрою і, впавши, розтрощив фортеці, які вже були зруйновані. За цей подвиг Індра став відомим як «Врітрахан» (дослівно «Вбивця Врітри», а також «вбивця первородних драконів»). На матір Врітри, Дану, яка також була матір'ю данавської раси асурів, Індра напав і переміг своєю блискавкою. В одній із версій оповідання три деви — Варуна, Сома та Аґні — Індра переконав їх допомогти йому в боротьбі проти Врітри, тоді як раніше вони були на боці Врітри (якого вони називали «Батьком»).
Гімн 18 Мандали IV містить найбільш докладний опис ведичної версії. Вірші описують події та обставини, що привели до битви між Індрою та Врітрою, саму битву та її результат.

## У буддизмі
У Палійському каноні Врітра згадується, коли Будда звертається до Шакри з титулом «Ватрабу».